# Малінович Андрій Володимирович
Андрій Володимирович Малінович (нар. 26 березня 1975, м. Тернопіль, Україна) — український актор. Заслужений артист України (2016). Син Тамари, чоловік Оксани Маліновичів.

## Життєпис
Андрій Володимирович Малінович народився 26 березня 1975 року в місті Тернополі, Україна.
Закінчив акторське відділення Тернопільського музичного училища (1998, курс В'ячеслава Хім'яка); Київську державну академію керівних кадрів культури і мистецтв (2008, нині Національна академія).
Від 1998 — актор Тернопільського академічного обласного драматичного театру імені Т. Г. Шевченка.
Заслужений артист України з 2016 року.
З вересня 2024 року працює доцентом кафедри театрального мистецтва Тернопільського національного педагогічного університету імені Володимира Гнатюка.

## Ролі
У театрі
- Хлестаков («Ревізор» М. Гоголя),
- Ламме («Тіль Уленшпігель», «Поминальна молитва» Г. Горіна),
- Гриць («У неділю рано зілля копала» О. Кобилянської),
- Едмунд («Дами і гусари» О. Фредро),
- Вадим («Квартет для двох» А. Крима) та інші.
- Микола («Наталка Полтавка» І. Котляревського),
- Михайло, Марко («Не судилось», «Циганка Аза» М. Старицького),
- Сміхотвор («За щучим велінням» М. Кропивницького),
- Омелько, Бонавентура (, «Безталанні», «Сто тисяч» І. Карпенка-Карого),
- Гриць («У неділю рано зілля копала» за О. Кобилянською),
- Перелесник, Фарисей («Лісова пісня», «Ціною крові» Л. Українки),
- Лука («Патетична соната» М. Куліша),
- Степан («Коханий нелюб» Я. Стельмаха),
- Максим Перепутько («Сльози Божої Матері» за У. Самчуком),
- Вадим («Квартет для двох» А. Крима),
- Юрко («Гуцулка Ксеня» Я. Барнича),
- Ромео, Кассіо («Ромео і Джульєтта», «Отелло» В. Шекспіра),
- Скапен («Витівки Скапена» Ж.-Б. Мольєра),
- Едмунд («Дами і гусари» О. Фредро),
- Роландас («Казка про Моніку» Й. Шальтяніса),
- Макмерфі («Політ над гніздом зозулі» Д. Вассермана),
- Генрі Перкінс («Смішні гроші» Рея Куні).

У кіно
- Роман Карпенюк — «Один в полі воїн» (2003, режисери Г. Вірста, О. Мосійчук, «Захід-фільм»).
- Поміщик  — «Безславні кріпаки» (2020, режисер Роман Перфільєв).

## Нагороди
- «За кращу головну роль» (Ромео, «Ромео і Джульєтта» В. Шекспіра, 2002; фестиваль «Тернопільські театральні вечори. Дебют»);
- «За акторський ансамбль» (Діма, «Полювання на качок» О. Вампілова, 2007; фестиваль «Тернопільські театральні вечори. Дебют»);
- «За кращу головну роль» (Михайло, «Не судилось» М. Старицького, фестиваль «Прем'єри сезону», м. Івано-Франківськ, 2006);
- «За кращу чоловічу роль другого плану» (Степан, «Коханий нелюб» Я. Стельмаха, фестиваль «Золоті оплески Буковини», м. Чернівці, 2006).
- Відзнака Тернопільської міської ради (2014)